# Mark George Raizen
Mark George Raizen (Nova Iorque) é um físico estadunidense, que conduziu experimentos sobre óptica quântica e óptica atômica.
Raizen frequentou a Walden School no Upper West Side, até sua família mudar-se para Israel. Obteve a graduação na De Shalit High School e graduou-se em matemática na Universidade de Tel Aviv em 1980. Obteve um Ph.D. em 1989 na Universidade do Texas em Austin, orientado por Steven Weinberg e H. Jeff Kimble.

## Publicações selecionadas
- M. Jerkins; I. Chavez; U. Evan; M.G. Raizen (2010). «Efficient isotope separation by single-photon atomic sorting». Physical Review A. 82 (3). 033414 páginas. Bibcode:2010PhRvA..82c3414J. arXiv:1001.0944. doi:10.1103/PhysRevA.82.033414
- R.J. Clark; T.R. Mazur; A. Libson; M.G. Raizen (2010). «Nanofabrication by magnetic focusing of supersonic beams». Applied Physics B. 103 (3): 547–551. Bibcode:2011ApPhB.103..547C. arXiv:1004.5581. doi:10.1007/s00340-010-4229-x